# 藤原ダム
藤原ダム（ふじわらダム）は、群馬県利根郡みなかみ町藤原地先、一級河川・利根川本川上流部に建設されたダムである。
国土交通省関東地方整備局が管理する堤高94.5mの重力式コンクリートダムで、利根川の治水と首都圏への利水を司る利根川上流ダム群の一つであり、最初に建設されたダムでもある。利根川水系に建設された多目的ダムでも五十里ダム（男鹿川）に次いで古い。ダム湖は藤原湖（ふじわらこ）と呼ばれ、奥利根湖（矢木沢ダム）・洞元湖（須田貝ダム）と共に奥利根三湖を形成する。

## 沿革
ダムが建設された藤原集落付近は、戦前より群馬県による「利根川河水統制計画」や逓信省・東京電燈（後に日本発送電）による「奥利根電源開発計画」によって既にダム計画が持ち上がっていた。当時は現在の地点より上流、宝川が合流する幸知地点に高さ50m級のダム計画が進められていた。同時に現在の矢木沢ダム・須田貝ダム地点にもダムが計画されており、この頃より既に利根川上流の三ダム計画が形を変えながらも構想されていた。だがこの構想を一変させたのが1947年（昭和22年）のカスリーン台風である。
江戸幕府の利根川東遷事業以降、利根川は大規模な河川改修が継続して行われていたが水害も度々発生し関東平野に被害を与えていた。明治以降も1937年（昭和14年）の「利根川改修増補計画」など河川改修は継続して行われたがカスリーン台風はその努力を嘲うかのように利根川に過去最悪の洪水をもたらした。埼玉県北埼玉郡大利根町（現加須市）付近で破堤した利根川の濁流は江戸川沿いに南下、遂に首都・東京都内にまで流入し敗戦でのダメージを更に倍加させた。これを機に利根川の治水対策は全面的な再検討を迫られたが、当時全国各地でも水害が頻発し政府は本腰を入れて治水対策に臨まねばならなくなった。
1949年（昭和24年）経済安定本部の諮問機関・河川調査会は全国主要10水系に対し物部長穂が提唱した河水統制計画に基づく多目的ダム建設を柱とした「河川改訂改修計画」を答申、強力な河川総合開発を求めた。当然利根川も対象となり、これを受け建設省関東地方建設局（現・国土交通省関東地方整備局）は利根川水系に九基のダムを建設する「利根川改訂改修計画」を1952年（昭和27年）に立てた。利根川本川に三基、鬼怒川流域に二基、赤谷川・吾妻川・片品川・神流川の水系主要河川にダムを建設し、利根川の洪水調節のほか戦後深刻さを増していた電力需要の補給、更に食糧増産の為のかんがい用水確保を図ろうとした。その第一号として建設が計画されたのが藤原ダムである。

## 補償交渉
既に1948年（昭和23年）から3年を掛けて予備調査が行われ、地質や地盤等を調べた後に1951年（昭和26年）より本格的な建設事業に着手する事になった。だが、水没する旧水上町藤原集落は当初はダム建設に対して理解を示す面を見せていたが、その後予想以上に水没面積が大きいことが判明すると一転して強固な反対姿勢を見せた。当初の説明と食い違う水没面積に住民は建設省に対して不信を示し、「首都圏の治水・利水の為に自分達が犠牲になる事が納得出来ない」として建設省との対決姿勢を鮮明にした。
建設省との補償交渉は全くの平行線をたどるどころか日を経る毎に険悪さを増し、一時は膠着化の恐れもあった。最終的には地元・群馬県知事の斡旋もあって1957年（昭和32年）3月には補償交渉も概ね妥結した。その後建設工事は進展し1959年（昭和34年）に全事業は完成するに至った。だが、ダム建設によって先述の藤原集落159戸がダム湖である藤原湖の底に沈む事になり、首都圏発展の尊い犠牲となった。

## 目的
ダムの目的は第一に利根川の洪水調節である。利根川の過去最大の洪水流量（この場合はカスリーン台風が基準となる）である計画高水流量を治水基準点である伊勢崎市八斗島地点において他の利根川上流ダム群と共に毎秒17,000トンから毎秒14,000トンへと抑制（毎秒3,000トンの洪水量カット）させることが最大の目的となる。ダム地点では毎秒1,270トンの計画高水流量を600トンに半減（毎秒670トンの洪水量カット）させる。また利根川流域の農地に慣行水利権分の農業用水を補給するため、これもまた他の利根川上流ダム群と合わせて埼玉県久喜市地点において毎秒140トンを補給する不特定利水目的も有する。
こうしたことからダムの管理については単独ではで行わず、前橋市にある国土交通省関東地方整備局・利根川ダム統合管理事務所によってダム群が連動した系統的な管理が行われている。敷地内には「利根川ダム資料館」もありダムの役割や働きを学習する事も出来る。利水については当時日本発送電が分割されて発足したばかりであった東京電力による水力発電（後述）が目的であり、新規開墾農地への用水補給を図るかんがいや上水道、工業用水道供給は目的に入っていない。これは当時治水を最重要課題として河川改修を実施していたためであるが、厳密には首都圏の水がめというわけではない。だが、首都圏の経済活動に重要なダムであり、夏季渇水の時期になると天気予報などで貯水率の動向が報道される。

## 藤原・玉原発電所
水力発電に関しては東京電力により藤原発電所（認可出力21,600kW）が完成当時より稼働しているが、オイルショックによる原油価格高騰を機にそれまで火力発電が主力だった発電事業において水力発電が再評価され、火力・原子力発電と連携した発電が行える揚水発電を中心とした新たなる電源開発が全国的に盛んになった。東京電力は包蔵水力の割りに未開発部分が多い利根川水系の水力発電に注力し、その中で沼田市上発地町玉原地点を新規電源開発地点に定めた。これが1973年（昭和48年）より建設事業がスタートした玉原発電所であり、薄根川の右支川である発知川に玉原ダム（ロックフィルダム・堤高116.0m）を建設。ダムによって出来る玉原湖を上池、藤原湖を下池とする利根川水系では初の純揚水式発電所を計画した。
これ以前の揚水発電は主に河川の自然な流水を利用した「自流混合式揚水発電」（矢木沢ダムの矢木沢発電所はこの方式）か、純揚水式の場合では発電専用ダムを同時に二基建設して揚水発電を行うという方法（後に建設される神流川発電所はこの方式）を採っていた。発電用以外のダムに後から純揚水式発電を付加した例で見れば、電源開発の沼原発電所（那珂川・栃木県）や関西電力の喜撰山発電所（淀川・京都府）がある。
だが下池に擬された藤原ダム・藤原湖を管理する建設省は東京電力が求めた藤原湖の発電用水利権申請（玉原発電所用）を却下した。既に利根川水系ダムの中核的存在として稼働している藤原ダムの貯水池を揚水発電のために新規に利用するということは既に設定されている有効貯水容量を大幅に変更することになる。即ち洪水調節容量やかんがい容量の大幅な変更が不可欠となるが、藤原ダムは他の利根川水系ダム群と総合管理を行っているため、安易に変更を行うと利根川の治水計画全体に影響を及ぼす。従って治水を最優先に行うのが多目的ダムである藤原ダムの目的である以上、洪水調節容量の確保に影響を与える新規利水の水利権申請は容易に許認可できるものではなかったのである。
これに対し東京電力は電力行政を管轄する通商産業省（現・経済産業省）公益事業局水力課に調停を依頼した。通商産業省は既に「第四次発電水力調査」計画において河川総合開発事業と一体化した水力電源開発の遂行を掲げていた背景があったため、東京電力と共に利根川水系総合開発の観点から再三に亘り建設省と折衝・説得した。その結果建設省も治水・利水機能に影響を及ぼさない範囲で藤原湖利用の認可を下した。こうした曲折を経て玉原発電所は1981年（昭和56年）に完成した。藤原湖は発電所の下部調整池として上部調整池である玉原湖と発電用水を融通しており、認可出力1,200,000kWの電力を生み出し首都圏の電力事情に応えている。

## 再開発事業
「利根川改訂改修計画」による利根川上流のダム計画はその後幾つかの変遷があり、当初より計画のあった矢木沢ダム、相俣ダム（赤谷川）、薗原ダム（片品川）はそのまま完成した。神流川の「坂原ダム」はその後下流にダム地点が移され下久保ダムとなった。これらのダムは規模に多少の変動があったもののほぼ当初の計画どおり完成している。
一方、当初利根川改訂改修計画の中心事業であった「岩本ダム」（利根川）は1959年（昭和34年）に総貯水容量800,000,000トンという日本最大の多目的ダム計画・「沼田ダム計画」として大幅な計画改訂が行われたが沼田市や群馬県が反対し1972年（昭和47年）に計画中止となった。この間「本庄ダム計画」（烏川）や「跡倉ダム計画」（鏑川）などが浮かんでは消え、最終的には奈良俣ダム（楢俣川）・草木ダム（渡良瀬川）が完成。さらに足尾鉱毒事件の解決目的で建設された渡良瀬遊水地の多目的貯水池化を図って上水道目的を付加し、現在の利根川上流ダム群となった。
2005年（平成17年）、国土交通省は利根川水系のダム群を再編し、治水・利水機能の効率性を高めることを目的に「利根川上流ダム群再編事業」というダム再開発事業に着手した。背景には水需要が横ばいになる一方で地球温暖化による異常渇水、そして過去に例のない激烈な豪雨による水害が毎年多発していることがある。首都・東京への影響が著しい利根川の洪水や渇水に対処するため、ダムの有効貯水容量の変更や新規ダム・遊水池の建設、さらに既設ダムのかさ上げといったあらゆる検討がなされた。その結果薗原ダム・下久保ダムと共に藤原ダムがダム再開発事業の対象となり、ダム本体をかさ上げすることで貯水容量の増加を図るとして2006年（平成18年）に利根川整備の基本指針である「利根川河川整備基本計画」において決定した。現在は予備調査を行っている段階である。

## 観光

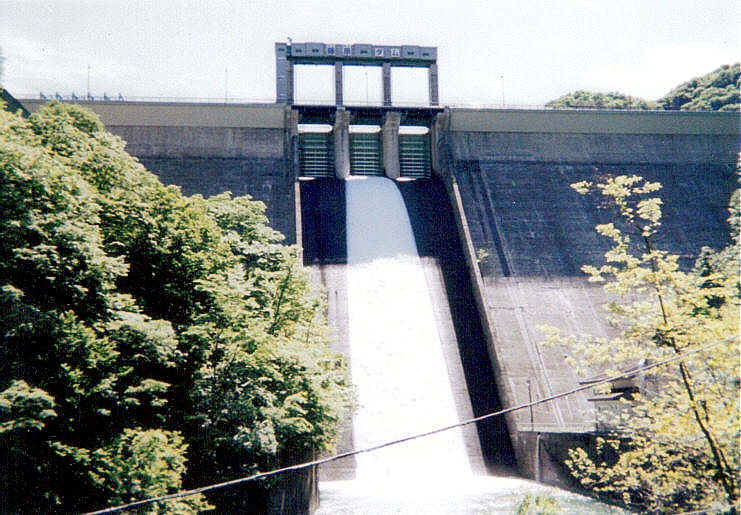
放流中の藤原ダム

ダムによって出来た藤原湖は、奥利根湖・洞元湖と共に奥利根三湖を形成している。ダムの上流には矢木沢・須田貝・奈良俣の三ダムがあり、首都圏の枢要な水源を形成している。また近隣には水上温泉・宝川温泉・湯の小屋温泉があり、一大温泉地として多くの観光客で賑わう。
毎年雪融けのシーズン（4月下旬～5月上旬）になるとダムから雪融け水が勢い良く放流され、その豪快な景観は訪れる者を惹きつける。また、毎年6月頃になると矢木沢ダムと奈良俣ダムの試験放流が実施されるため、下流にある藤原ダムも放流を行う。このため春から初夏にかけては利根川上流の四ダムが豪快な放流を行うため、普段非常用の洪水吐きからの放流を行わない（これらの洪水吐きは重大な洪水によるただし書き操作でもない限り、操作されることはほとんど無い）ダムが放流する珍しい機会を目にすることができる。
藤原ダムへは関越自動車道・水上インターチェンジより国道291号を湯檜曽温泉方面へと進み、大穴付近で群馬県道63号水上片品線へ曲がり直進する。途中で宝川温泉方面へ向かうバイパス道路があるが、それを曲がらず県道を直進する。右手に東京電力・小森ダムを見ながら進むとやがて藤原ダムの堤体が見えてくる。手前で玉原発電所方面へ下る道路があるが、これを下ると真下から藤原ダムを仰ぎ見ることができ、放流の際には特に豪快な風景を目の当たりにできる。公共交通機関ではJR 上越線・湯檜曽駅が最寄の下車駅となる。